# Lemmus
Lemmus é um gênero de roedores da família Cricetidae.

## Espécies
- Lemmus amurensis Vinogradov, 1924
- Lemmus lemmus (Linnaeus, 1758)
- Lemmus portenkoi Tchernyavsky, 1967
- Lemmus sibiricus (Kerr, 1792)
- Lemmus trimucronatus Richardson, 1825